# Sydlige Nordsø
Sydlige Nordsø este o arie protejată (arie specială de conservare — SAC, sit de importanță comunitară — SCI, arie de protecție specială avifaunistică — SPA) din Danemarca întinsă pe o suprafață de 246.296 ha, integral marine.

## Localizare
Centrul sitului Sydlige Nordsø este situat la coordonatele 0°N 0°E / 0°N 0°E.

## Înființare
Situl Sydlige Nordsø a fost declarat arie de protecție specială avifaunistică în noiembrie 2004 pentru a proteja 13 specii de animale. Alte tipuri de protecție:
- sit de importanță comunitară (în august 2009)
- arie specială de conservare (în decembrie 2011)[1][3][4]

## Biodiversitate
Situată în ecoregiunile atlantică și marină Atlantică, aria protejată conține 1 habitat natural: Bancuri de nisip acoperite în permanență slab de apă marină.
La baza desemnării sitului se află mai multe specii protejate:
- păsări (10): alca (Alca torda), Alle alle, Catharacta skua, cufundar polar (Gavia arctica), cufundar mic (Gavia stellata), pescăruș mic (Larus minutus), rață neagră (Melanitta nigra), sula bassana (Morus bassanus), eider (Somateria mollissima), Uria aalge
- mamifere (3): Halichoerus grypus, focă obișnuită (Phoca vitulina), marsuin (Phocoena phocoena)